# Pedro Delgado Alves
Pedro Filipe Mota Delgado Simões Alves (Lisboa, 12 de dezembro de 1980) é um docente universitário, deputado e político português. Atualmente, desempenha as funções de deputado à Assembleia da República, presidente do grupo parlamentar e membro do secretariado nacional do partido socialista. 

## Biografia
Concluiu o ensino secundário (Abitur) na Escola Alemã de Lisboa em 1998,[carece de fontes?] tem uma licenciatura em Direito (2003)[carece de fontes?] e frequenta o programa de doutoramento em Ciências Jurídico-Políticas na Faculdade de Direito da Universidade de Lisboa.[carece de fontes?] Nessa instituição, leciona desde 2004, atualmente como assistente convidado, entre outras disciplinas, Direito Constitucional, Contencioso Administrativo e Direitos Fundamentais.[carece de fontes?]
Militante do Partido Socialista, foi Secretário-Geral da Juventude Socialista entre 2010 e 2012, integrando já o respetivo Secretariado Nacional desde 2006. Entre 2009 e 2011 foi Vice-Presidente dos Jovens Socialistas Europeus (então designada ECOSY, atualmente YES - Young European Socialists), depois de ter sido membro do respetivo Bureau de 2006 a 2009. Atualmente, é membro do Secretariado Nacional do Partido Socialista.[carece de fontes?]
Foi adjunto do Secretário de Estado da Presidência do Conselho de Ministros (entre 2005 e 2007) e do Ministro dos Assuntos Parlamentares (entre 2009 e 2011).[carece de fontes?] Entre 2008 e 2009 exerceu funções como Diretor-Adjunto do CEJUR - Centro Jurídico da Presidência do Conselho de Ministros, tendo sido igualmente membro do Fórum de Educação para a Cidadania (2006-2008) e membro do grupo técnico-científico do Conselho Consultivo da Comissão para a Cidadania e Igualdade de Género (2008-2011).[carece de fontes?]

## Deputado à Assembleia da República
Foi eleito deputado à Assembleia da República na XII Legislatura (2011-2015), e reeleito para a XIII (2015-2019), XIV (2019-2022), XV (2022-2024) e XVI Legislaturas, exercendo funções como Vice-Presidente do Grupo Parlamentar do PS desde 2015. Tem integrado as Comissões de Assuntos Constitucionais, Direitos, Liberdades e Garantias, Transparência e Estatuto dos Deputados e Cultura, Comunicação, Juventude e Desporto. Coordena ainda o Grupo de Trabalho para os Assuntos Culturais da Assembleia da República (desde 2019) e é presidente do Grupo Parlamentar de Amizade Portugal-Alemanha (desde 2016).[carece de fontes?]
Por eleição da Assembleia da República, foi membro do Conselho Geral do Centro de Estudos Judiciários (2012-2016), da Comissão de Acessos aos Documentos Administrativos (2012-2020) e integra a Entidade Fiscalizadora do Segredo de Estado (desde 2022).[carece de fontes?]
Foi Presidente da Junta de Freguesia do Lumiar entre 2013 e 2021 e membro por inerência da Assembleia Municipal de Lisboa, tendo sido eleito por este órgão como membro da Comissão Municipal de Toponímia (2014-2021) em representação das freguesias da cidade.[carece de fontes?]
Foi membro do Conselho Geral do Sindicato de Professores da Grande Lisboa entre 2015 e 2019.[carece de fontes?]
Participou no programa de debate "Sem Moderação" no Canal Q e na TSF (entre 2018 e 2021) e na SIC Notícias (entre 2021 e 2023)  e no programa "Linhas Vermelhas" (entre 2021 e 2023) na SIC Notícias. Participa desde 2023 na rubrica "Antes pelo Contrário", também na SIC Notícias. 
Em julho de 2019, foi condenado a pena de multa de dois mil euros pelo crime de ofensa à integridade física por negligência simples, depois de ter atropelado, com o carro que conduzia, uma cantoneira de limpeza da Câmara Municipal de Lisboa na Avenida Almirante Gago Coutinho. A cantoneira ficou de baixa médica e acabou por perder o emprego.
Em setembro de 2023, uma auditoria às contas da Junta de Freguesia do Lumiar revelou que, durante a presidência de Pedro Delgado Alves, a Junta de Freguesia do Lumiar não adjudicou qualquer contrato por concurso público, tendo mesmo adjudicado contratos sem procedimento formal e ultrapassado, para alguns fornecedores, os limites legais de adjudicação.

## Prémios e Reconhecimentos
- 2013 - Prémio Arco-Íris Atribuído aos Deputadas/os que votaram a favor do projeto de coadoção em casais do mesmo sexo, representadas/os pelas/os promotoras/es do projeto, Isabel Moreira e Pedro Delgado Alves)[carece de fontes?]